# ピーター・カルムス
ピーター・カルムス (英語: Peter Kalmus（1974年5月9日-）は、アメリカの気候学者、著作家である。彼は、NASAのジェット推進研究所のデータサイエンティストであり、 カリフォルニア大学ロサンゼルス校の地域地球システム科学工学合同研究所の準プロジェクトサイエンティストである。彼の科学的研究に加えて、彼は受賞歴のある本「BeingtheChange：Live Well and Spark aClimateRevolution」の著作家であり、同じタイトルのドキュメンタリーが本を補完する。気候変動に関する記事の執筆に加えて、彼はウェブサイトnoflyclimatesc.orgiの創設者でもあり、モバイルアプリの「地球の英雄：気候変動」の共同創設者である。